# Kathleen Dawson
Kathleen Dawson (Kirkcaldy, 3 oktober 1997) is een Britse zwemster. Ze vertegenwoordigde haar vaderland op de Olympische Zomerspelen 2020 in Tokio.

## Carrière
Bij haar internationale debuut, op de wereldkampioenschappen kortebaanzwemmen 2016 in Windsor, eindigde Dawson als vijfde op zowel de 100 als de 200 meter rugslag en als zevende op de 50 meter rugslag. Op de 4×100 meter wisselslag zwom ze samen met Georgia Davies, Molly Renshaw en Laura Stephens in de series, in de finale eindigden Davies, Renshaw en Stephens samen met Georgia Coates op de achtste plaats.
Op de wereldkampioenschappen zwemmen 2017 in Boedapest eindigde de Britse als achtste op de 100 meter rugslag, op de 50 meter rugslag werd ze uitgeschakeld in de series. Samen met Sarah Vasey, Charlotte Atkinson en Freya Anderson eindigde ze als zevende op de 4×100 meter wisselslag.
Tijdens de Gemenebestspelen 2018 in Gold Coast eindigde ze als zesde op zowel de 50 als de 100 meter rugslag. Op de 4×100 meter wisselslag eindigde ze samen met Corrie Scott, Keanna MacInnes en Lucy Hope op de vijfde plaats. In Glasgow nam Dawson deel aan de Europese kampioenschappen zwemmen 2018. Op dit toernooi strandde ze in de halve finales van zowel de 50 als de 100 meter rugslag. Samen met Siobhan-Marie O'Connor, Alys Thomas en Freya Anderson zwom ze in de series van de 4×100 meter wisselslag, in de finale veroverden O'Connor, Thomas en Anderson samen met Georgia Davies de bronzen medaille.
Op de Europese kampioenschappen zwemmen 2020 in Boedapest werd de Britse Europees kampioene op de 100 meter rugslag, op de 50 meter rugslag behaalde ze de zilveren medaille. Op de 4×100 meter wisselslag legde ze samen met Molly Renshaw, Laura Stephens en Anna Hopkin beslag op de Europese titel, samen met Adam Peaty, James Guy en Anna Hopkin sleepte ze de Europese titel in de wacht op de gemengde 4×100 meter wisselslag. Tijdens de Olympische Zomerspelen van 2020 in Tokio eindigde ze als zesde op de 100 meter rugslag, op de gemengde 4×100 meter wisselslag veroverde ze samen met Adam Peaty, James Guy en Anna Hopkin de gouden medaille.

## Internationale toernooien
| Jaar | Olympische Spelen                           | WK langebaan                                         | WK kortebaan                                                                                    | EK langebaan                                                                         | EK kortebaan                              | Gemenebestspelen                                    |
| ---- | ------------------------------------------- | ---------------------------------------------------- | ----------------------------------------------------------------------------------------------- | ------------------------------------------------------------------------------------ | ----------------------------------------- | --------------------------------------------------- |
| 2016 | geen deelname                               |                                                      | 7e 50m rugslag 5e 100m rugslag 5e 200m rugslag 8e 4×100m wisselslag Dawson zwom enkel de series | geen deelname                                                                        |                                           |                                                     |
| 2017 |                                             | 19e 50m rugslag 8e 100m rugslag 7e 4×100m wisselslag |                                                                                                 |                                                                                      | geen deelname                             |                                                     |
| 2018 |                                             |                                                      | geen deelname                                                                                   | 12e 50m rugslag · 13e 100m rugslag · 4×100m wisselslag · Dawson zwom enkel de series |                                           | 6e 50m rugslag 6e 100m rugslag 5e 4×100m wisselslag |
| 2019 |                                             | geen deelname                                        |                                                                                                 |                                                                                      | geen deelname                             |                                                     |
| 2020 | Geen toernooien vanwege de coronapandemie   | Geen toernooien vanwege de coronapandemie            | Geen toernooien vanwege de coronapandemie                                                       | Geen toernooien vanwege de coronapandemie                                            | Geen toernooien vanwege de coronapandemie | Geen toernooien vanwege de coronapandemie           |
| 2021 | 6e 100m rugslag · 4×100m wisselslag gemengd |                                                      | 13-18 december                                                                                  | 50m rugslag · 100m rugslag · 4×100m wisselslag · 4×100m wisselslag gemengd           | 2-7 november                              |                                                     |

## Persoonlijke records
Bijgewerkt tot en met 23 mei 2021
Kortebaan
| Afstand      | Tijd    | Datum            | Plaats  |
| ------------ | ------- | ---------------- | ------- |
| 50m rugslag  | 26,42   | 10 december 2016 | Windsor |
| 100m rugslag | 56,73   | 7 december 2016  | Windsor |
| 200m rugslag | 2.04,09 | 8 december 2016  | Windsor |

Langebaan
| Afstand      | Tijd    | Datum         | Plaats    |
| ------------ | ------- | ------------- | --------- |
| 50m rugslag  | 27,19   | 18 mei 2021   | Boedapest |
| 100m rugslag | 58,08   | 23 mei 2021   | Boedapest |
| 200m rugslag | 2.08,14 | 17 april 2021 | Boedapest |